# Joseann Offerman
Joseann Alexie (JoJo) Offerman (Verenigde Staten, 10 maart 1994) is een Amerikaans professioneel worstelaarster, actrice en danseres werkzaam voor de WWE en te zien op Total Divas.

## In het worstelen
- Bijnaam
  - "Wild Hair Diva"